# President Taft Signing the Arizona Bill
President Taft Signing the Arizona Bill è un cortometraggio muto del 1912. Il nome del regista non viene riportato nei credit del film.

## Produzione
Il film fu prodotto dalla Vitagraph Company of America.

## Distribuzione
Distribuito dalla General Film Company, il documentario uscì nelle sale cinematografiche statunitensi il 17 febbraio 1912.